# Hard-Fi
Gli Hard-Fi sono un gruppo musicale indie rock britannico formatosi a Staines, in Inghilterra, nel 2004.

## Storia del gruppo
Gli Hard-Fi vennero fondati nel 2004 e comprendono il cantante Richard Archer, precedentemente attivo nei Contempo.
Inizialmente la band venne ingaggiata nel 2004 da un'etichetta indipendente, la Necessary Records di Warren Clarke, e registrò un album di prova di 9 canzoni suonate in luoghi insoliti, come camere da letto e pub. Di questo album vennero stampate 1000 copie, di cui solo 500 furono vendute. La band ricevette un'ottima critica radiofonica e così fu ingaggiata dall'Atlantic Records, che gli diede la possibilità di registrare di nuovo quel disco, che diventò il loro album d'esordio, Stars of CCTV. Il disco, uscito il 4 luglio 2005, ha ricevuto la candidatura al Mercury Prize e a due BRIT Awards. Inoltre ha raggiunto la prima posizione della classifica Official Albums Chart.
Da Stars of CCTV furono estratti come singoli Hard To Beat, Living For The Weekend e soprattutto Cash Machine, che li ha resi famosi a livello internazionale.
Il secondo album Once Upon a Time in the West è stato pubblicato nel settembre 2007 e ha anch'esso raggiunto la prima posizione della classifica di vendita britannica.
Il terzo disco Killer Sounds include i singoli Fire the House, Good for Nothing e Bring It On ed è stato pubblicato nell'agosto 2011.
Forte il legame con il calcio: il frontman Richard Archer è tifoso del Brentford fc.

## Discografia

### Album studio
- 2005 - Stars of CCTV

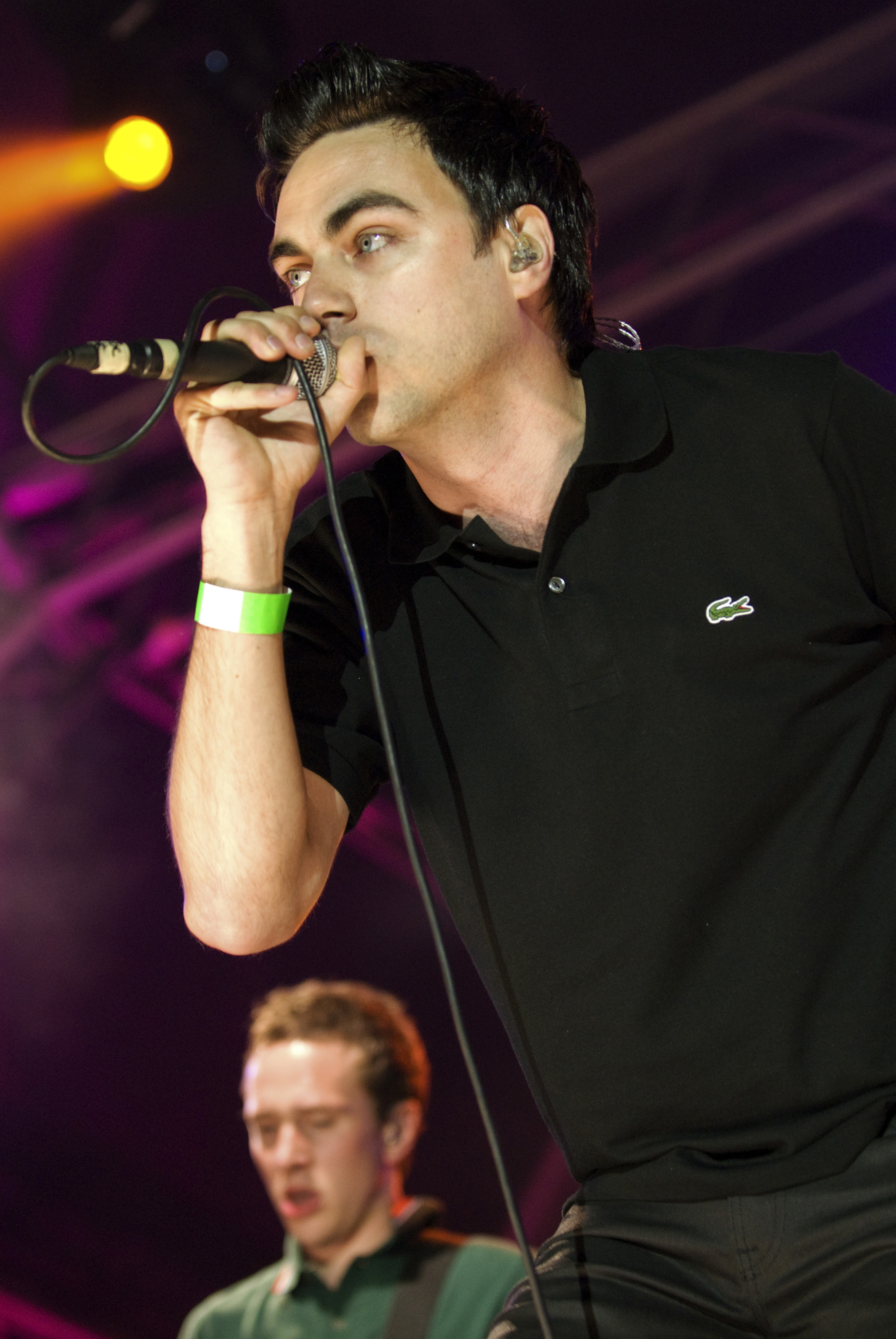
Hard-Fi in concerto nel 2007

- 2007 - Once Upon a Time in the West
- 2011 - Killer Sounds

### Live
- 2007 - Once Upon a Time in December

### Remix
- 2006 - In Operation

### Singoli
- Cash Machine
- Tied Up Too Tight
- Hard to Beat
- Living for the Weekend
- Better do Better
- Suburban Knights
- Can't Get Along (Without You)
- I Shall Overcome

## Formazione
- Richard Archer - voce e chitarra
- Ross Phillips - voce e chitarra
- Kai Stephens - basso
- Steve Kemp - batteria